# Federația de Fotbal din Sierra Leone
Federația de Fotbal din Sierra Leone este forul ce guvernează fotbalul în Sierra Leone. Se ocupă de organizarea echipei naționale și a campionatului.